# Clydonodozus abyssinicus
Clydonodozus abyssinicus is een tweevleugelige uit de familie steltmuggen (Limoniidae). De soort komt voor in het Afrotropisch gebied.